# 長沙灣邨

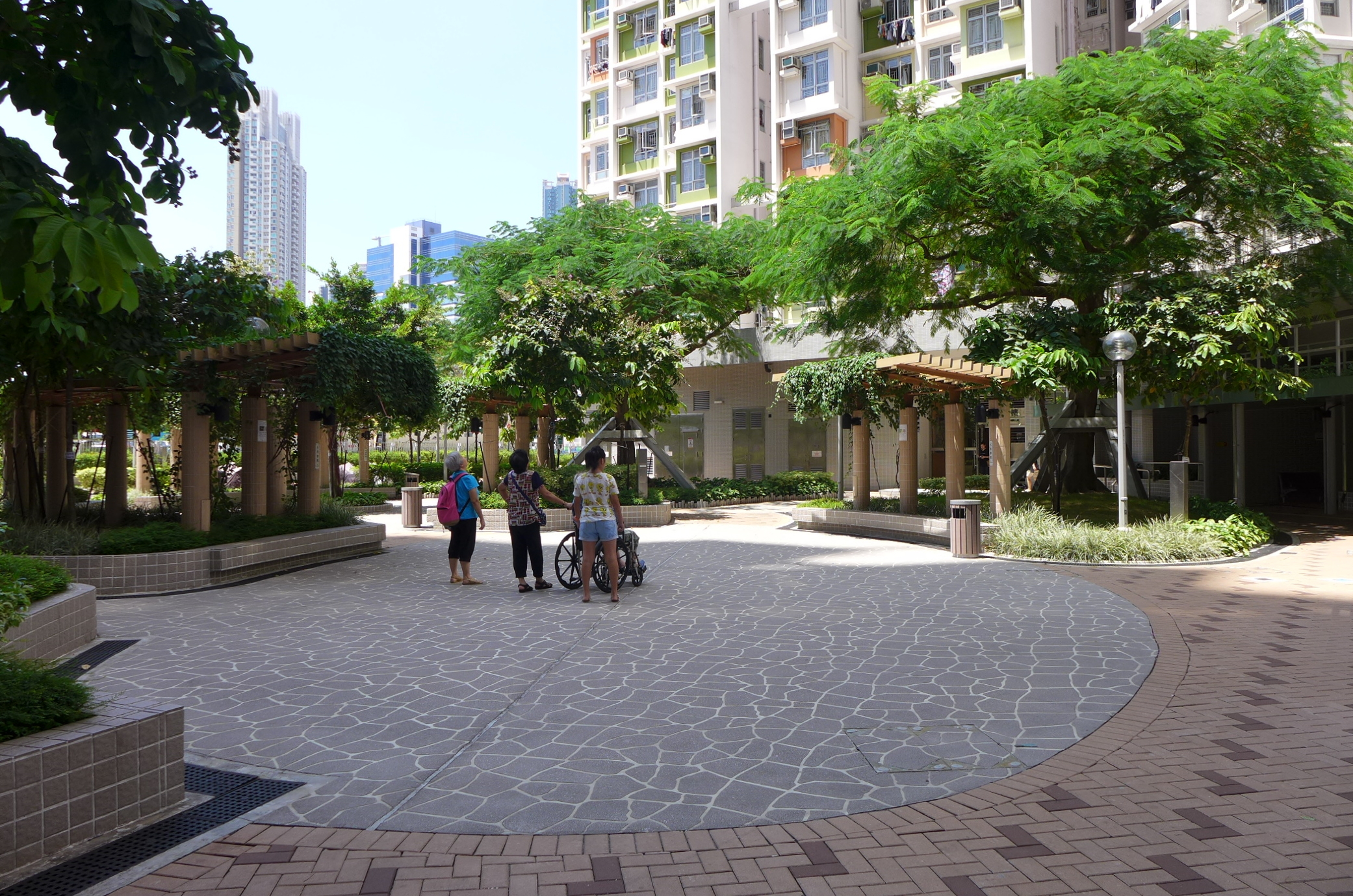
地面花園

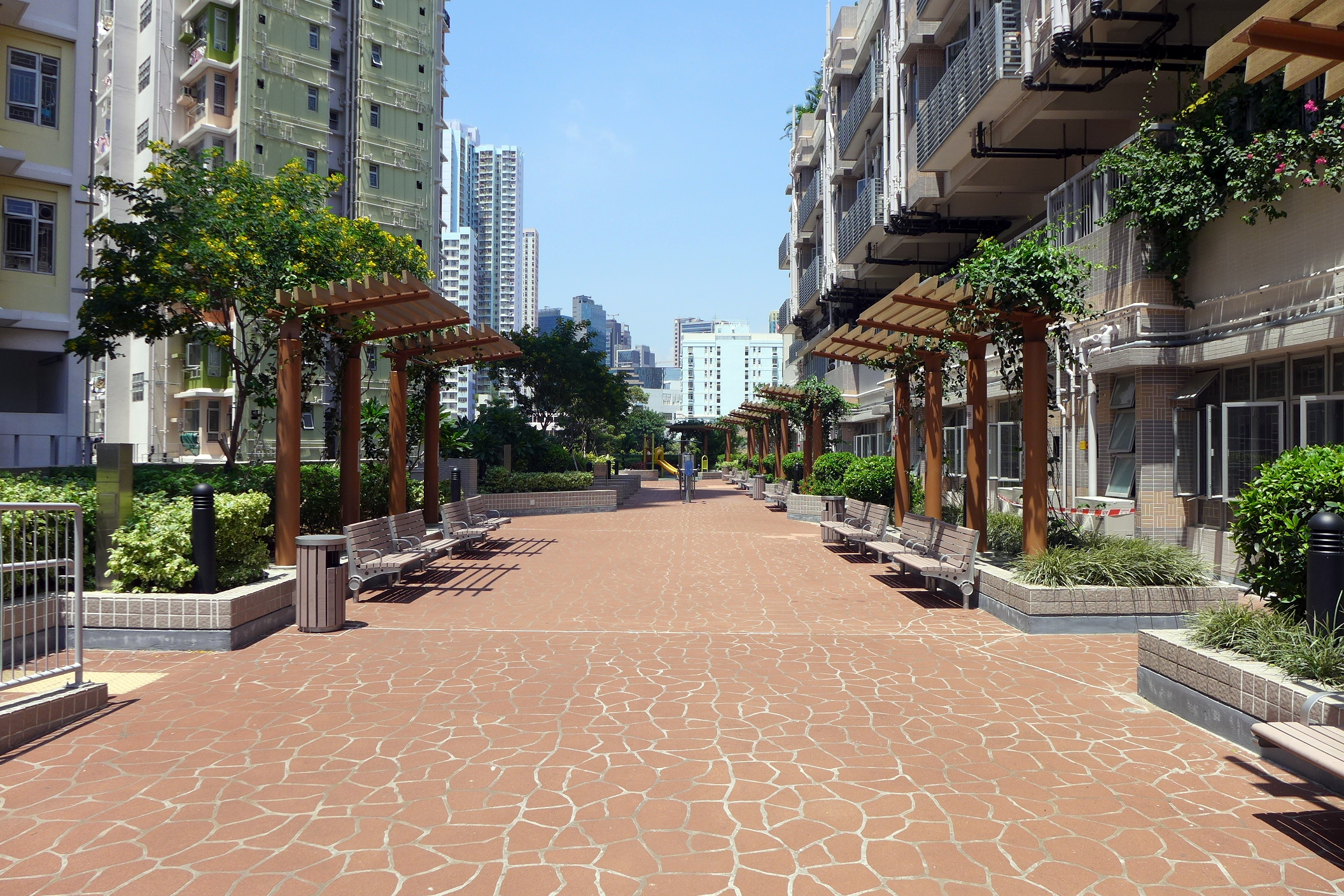
服務設施大樓平台花園

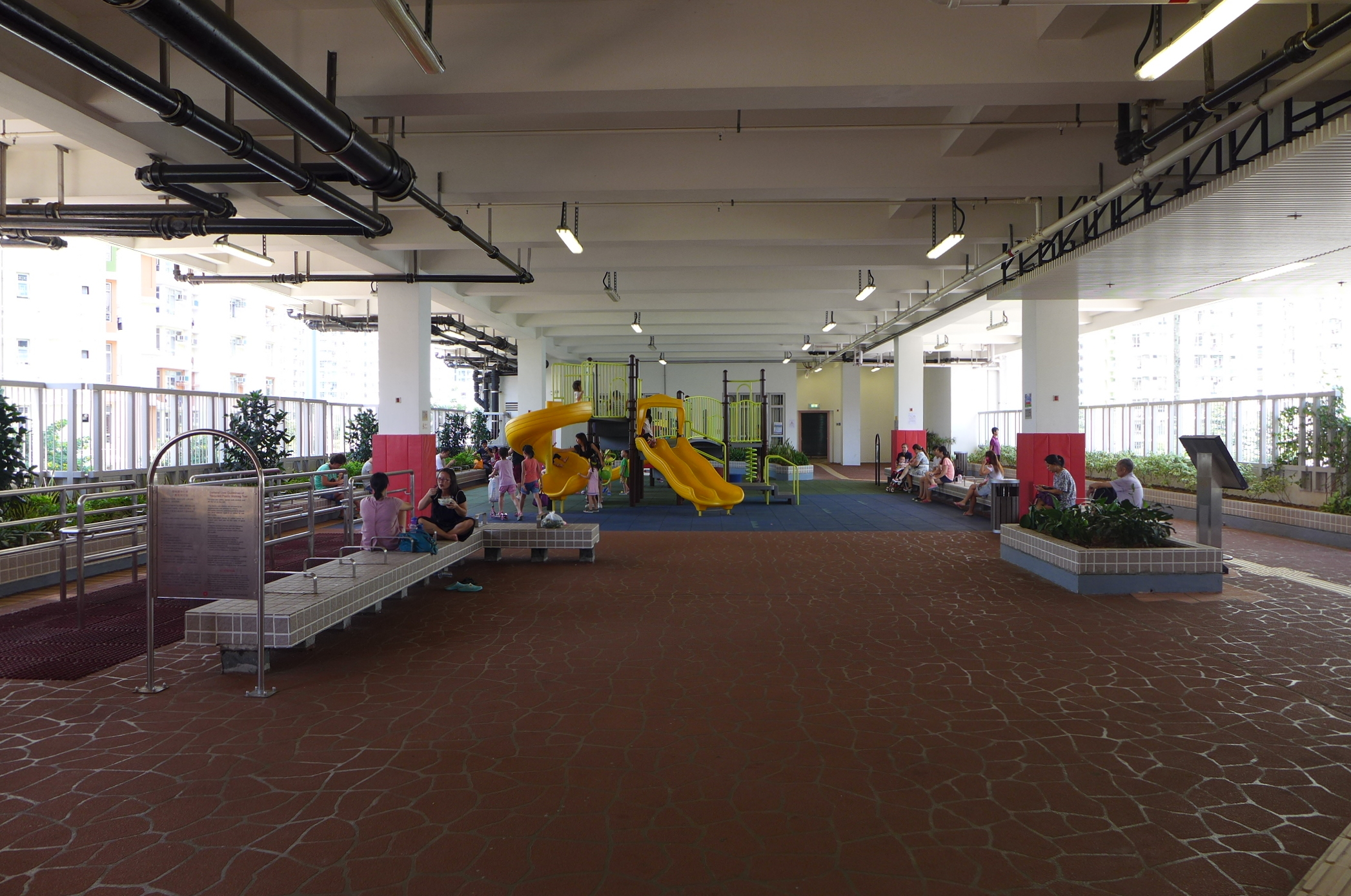
服務設施大樓內的兒童遊樂場

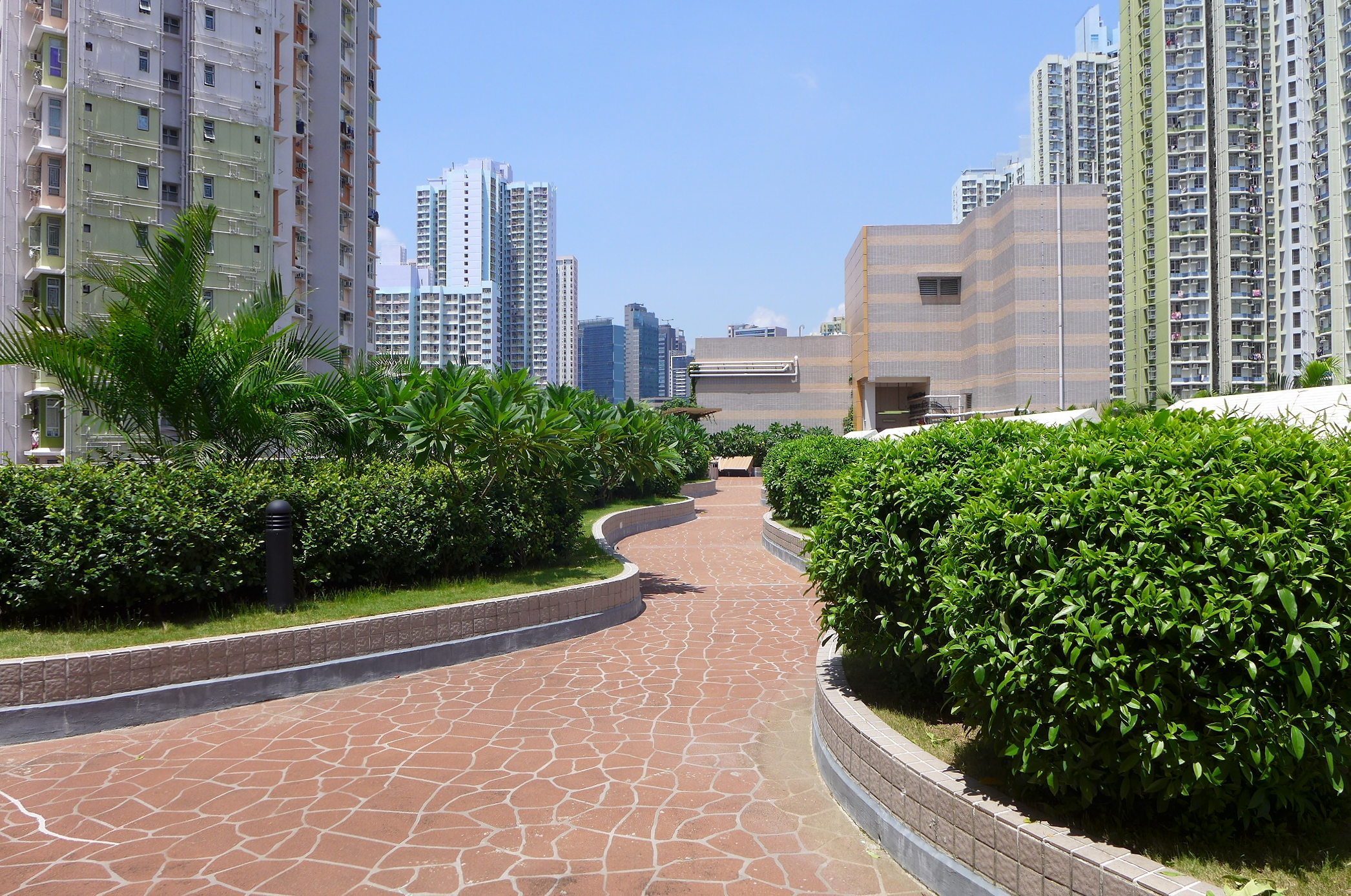
服務設施大樓天台花園

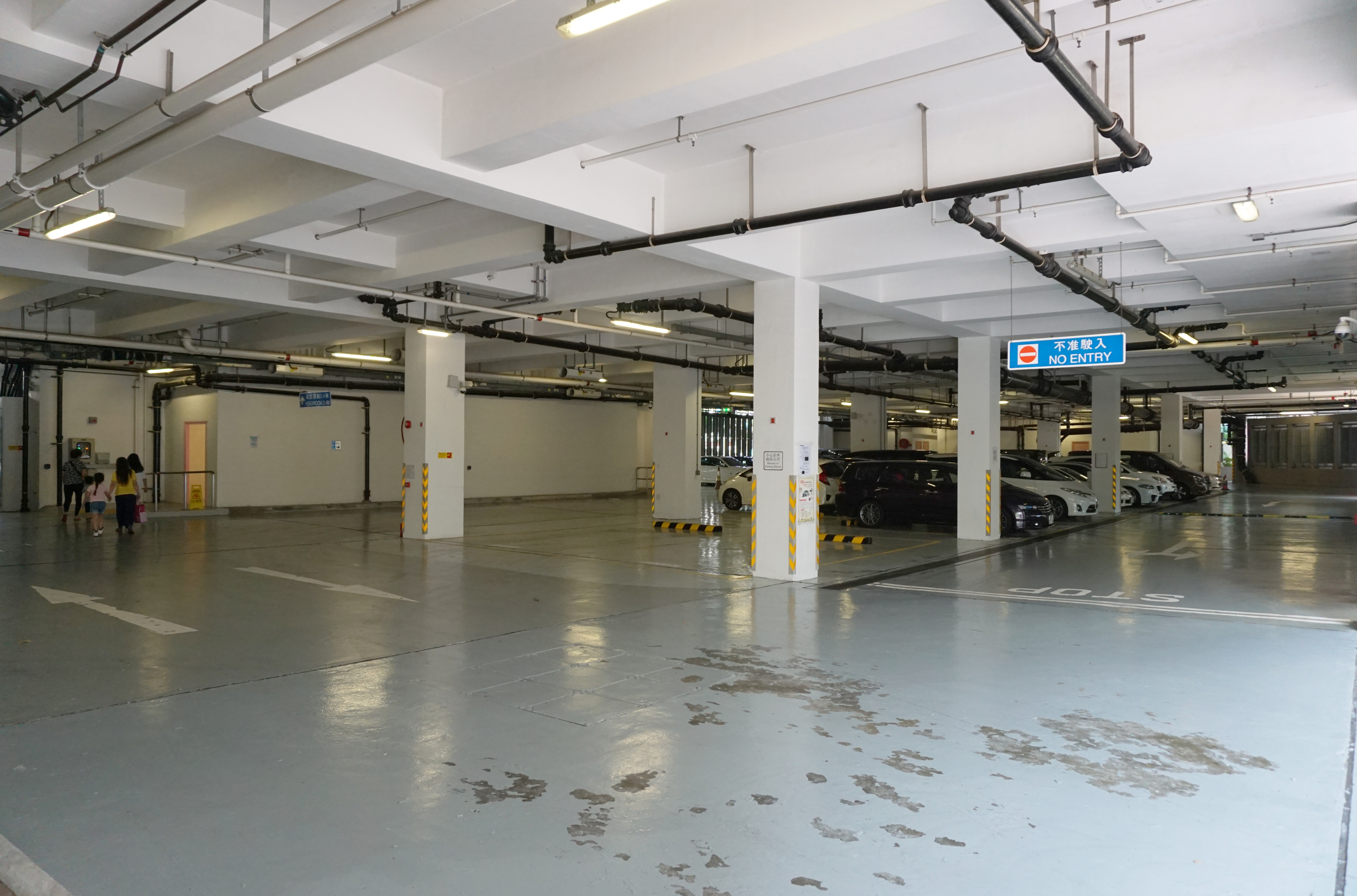
停車場

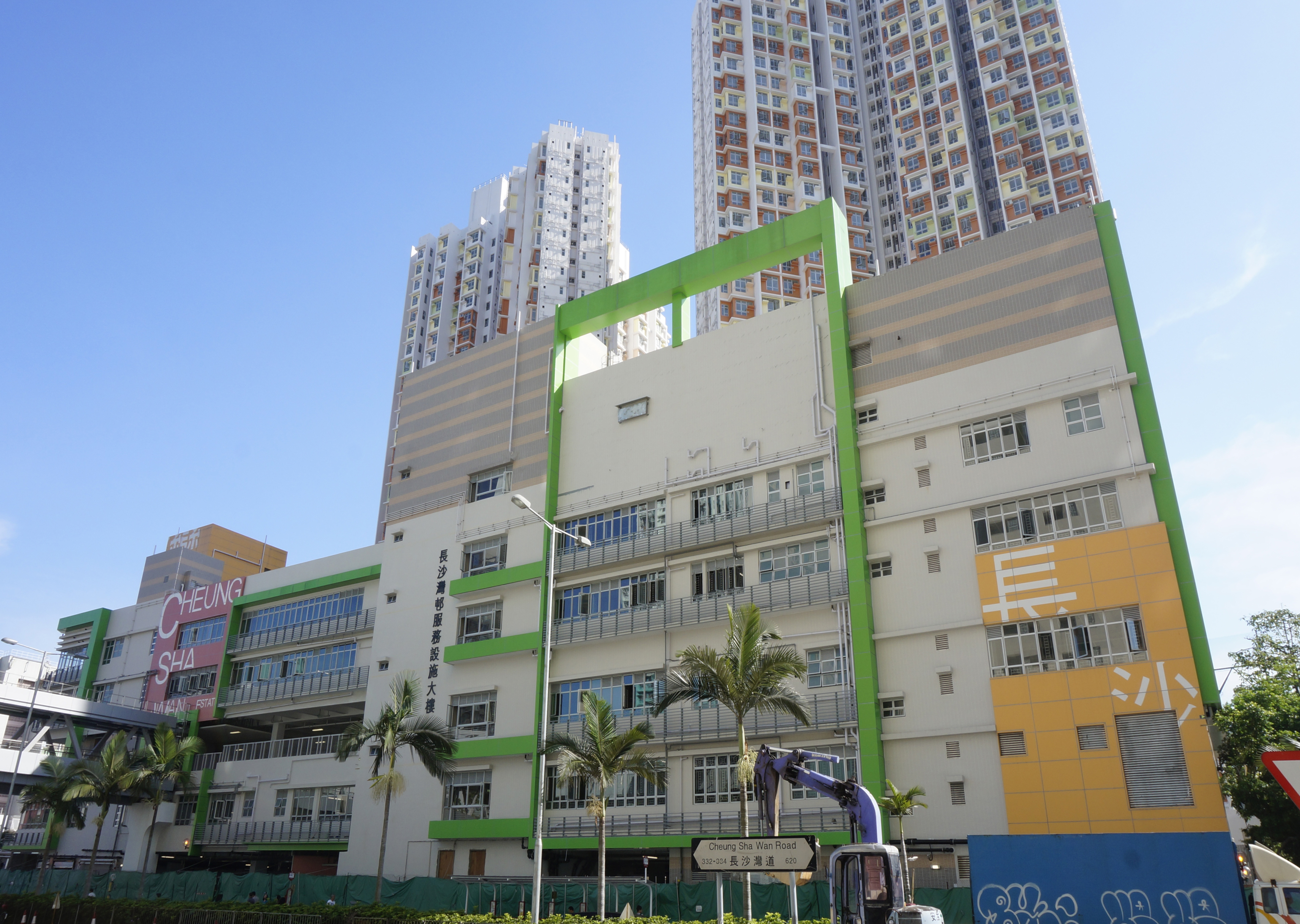
長沙灣邨服務設施大樓

長沙灣邨（英語：Cheung Sha Wan Estate）是香港一個公共屋邨，項目編號為KW01，於1963年至1964年間陸續落成，位於九龍深水埗區長沙灣新填地。2001年拆卸後，原地皮租予亞洲高爾夫球會，因此，屋邨改於前長沙灣警察宿舍地盤興建，於2010年8月23日動工興建、並已於2013年3月28日完成並於同年8月入伙。

## 設計概要
長沙灣邨為本港首個採用減低噪音的構件式單位。而本邨各座地下入囗大堂均設有中式書法不銹鋼蝕刻橫幅一塊，以修飾屋宇裝備控制櫃的空間，它們分別為長欣樓的「物盛民欣」；而長泰樓則為「保泰持盈」。

## 屋邨歷史

1968年的長沙灣政府廉租屋邨 (圖下方)

長沙灣邨於1963年落成，並由工務局興建，由香港屋宇建設委員會管理，稱為長沙灣政府廉租屋邨（英語：Cheung Sha Wan Government Low Cost Housing Estate）。及後，屋邨附近的土地亦開始發展成為此廉租屋邨的第二期，後因管理方便而在落成前將第二期分拆為元洲街政府廉租屋邨。1973年，香港房屋委員會成立後，轉交房委會管理並更名為長沙灣邨。
全邨共有13座大廈，屬於早期的政府廉租屋邨，單位面積和設計與工務局興建的徙置大廈相似，而且沒有獨立的廁所，並要一至兩戶共用一格設於室外的公共廁所。

### 清拆重建
香港政府在1995年承諾，於2001年完成清拆全港296座無獨立廚廁設施的公屋，改善居住環境，長沙灣邨於2001年1月31日起拆卸，大部分居民均安置於鄰街新興建的幸福邨。
據在深水埗區議會擁有最多議席的政黨民協立法會議員馮檢基，在1990年代末於《東方日報》專欄中透露，幸福邨地段本來是用來興建休憩公園的，長沙灣邨本計劃原地重建，惟在區議會與房屋署多次商討下，為使長沙灣邨居民不用搬離原有長沙灣生活圈，決定將原擬建公園的用地改為興建公共房屋。
長沙灣邨於2001年清拆後曾經空置一段時間，2004年10月租予亞洲高爾夫球會（Asia Golf Club）作為高爾夫球練習場、直至2014年4月30日。
房委會於長沙灣警察宿舍舊址重建長沙灣邨，由中國建築負責興建，工程於2013年落成。當中，部分單位於預派階段優先分配予基層公務員。
及後，香港房屋委員會亦於舊長沙灣邨原址重建長沙灣邨二期，由安保工程負責興建，工程預計於2019年落成，並易名為麗智邨；2018年4月，房委會將其中四座樓宇撥作綠置居屋苑出售，並再將整個屋邨更名為麗翠苑。屋苑已於2019年8月尾竣工並交付業主。

### 租金水平
下表列出1970年的租金水平。
| 單位類型 | 住宅數量 | 1970年租金 |
| -------- | -------- | ---------- |
| 4人單位  | 1288     | $38        |
| 5人單位  | 1314     | $43        |
| 6人單位  | 46       | $52        |
| 8人單位  | 828      | $76        |
| 9人單位  | 28       | $75-81     |
| 10人單位 | 50       | $80-86     |
| 單位總數 | 2722     | 2722       |

## 屋邨資料

### 現時樓宇
| 樓宇名稱（座號） | 樓宇類型               | 落成年份 | 層數 | 每層伙數 | 每座單位總數（伙） | 建築師            | 承建商       | 提供升降機的廠商 | 原訂名稱 |
| ---------------- | ---------------------- | -------- | ---- | -------- | ------------------ | ----------------- | ------------ | ---------------- | -------- |
| 長欣樓（第1座）  | 非標準設計大廈 （Y型） | 2013年   | 36   | 22       | 792                | 房屋署建築師（3） | 中國建築集團 | 東芝             | 榮灣樓   |
| 長泰樓（第2座）  | 非標準設計大廈 （Y型） | 2013年   | 31   | 20       | 620                | 房屋署建築師（3） | 中國建築集團 | 東芝             | 華灣樓   |

### 已拆樓宇

#### 原長沙灣邨地盤
| 樓宇名稱（座號） | 樓宇類型                 | 落成年份 | 清拆年份 | 重建後現存樓宇            | 安置屋邨 |
| ---------------- | ------------------------ | -------- | -------- | ------------------------- | -------- |
| 第1座            | 舊型廉租大廈（過渡設計） | 1963年   | 2001年   | 麗翠苑麗柏閣 麗翠苑麗楊閣 | 幸福邨   |
| 第2座            | 舊型廉租大廈（過渡設計） | 1963年   | 2001年   | 麗翠苑麗柏閣 麗翠苑麗楊閣 | 幸福邨   |
| 第3座            | 舊型廉租大廈（過渡設計） | 1963年   | 2001年   | 麗翠苑麗柏閣 麗翠苑麗楊閣 | 幸福邨   |
| 第4座            | 舊型廉租大廈（過渡設計） | 1963年   | 2001年   | 麗翠苑麗柏閣 麗翠苑麗楊閣 | 幸福邨   |
| 第5座            | 舊型廉租大廈（過渡設計） | 1963年   | 2001年   | 麗翠苑麗柏閣 麗翠苑麗楊閣 | 幸福邨   |
| 第6座            | 舊型廉租大廈（過渡設計） | 1963年   | 2001年   | 麗翠苑麗棠閣 麗翠苑麗棋閣 | 幸福邨   |
| 第7座            | 舊型廉租大廈（過渡設計） | 1963年   | 2001年   | 麗翠苑麗棠閣 麗翠苑麗棋閣 | 幸福邨   |
| 第8座            | 舊型廉租大廈（過渡設計） | 1963年   | 2001年   | 麗翠苑麗森閣 麗翠苑麗榕閣 | 幸福邨   |
| 第9座            | 舊型廉租大廈（過渡設計） | 1963年   | 2001年   | 麗翠苑麗森閣 麗翠苑麗榕閣 | 幸福邨   |
| 第10座           | 舊型廉租大廈（過渡設計） | 1963年   | 2001年   | 麗翠苑麗森閣 麗翠苑麗榕閣 | 幸福邨   |
| 第11座           | 舊型廉租大廈（過渡設計） | 1963年   | 2001年   | 麗翠苑麗森閣 麗翠苑麗榕閣 | 幸福邨   |
| 第12座           | 舊型廉租大廈（過渡設計） | 1963年   | 2001年   | 麗翠苑麗棠閣 麗翠苑麗棋閣 | 幸福邨   |
| 第14座           | 舊型廉租大廈（過渡設計） | 1963年   | 2001年   | 麗翠苑麗棠閣 麗翠苑麗棋閣 | 幸福邨   |

粗體表示該樓宇牽涉26座問題公屋醜聞，其混凝土強度未達高層單位20.7MPa或低層單位31MPa的標準，相關單位已納入整體重建計劃下重建
上述已拆樓宇僅第5、10-12及14座設有由OTIS製造的升降機，唯與目前由舊邨重建而成的麗翠苑升降機品牌恰巧相同。

#### 長沙灣警察宿舍（現長沙灣邨）地盤
| 樓宇名稱（座號） | 落成年份 | 清拆年份 | 重建後現存樓宇                | 搬遷宿舍                                               |
| ---------------- | -------- | -------- | ----------------------------- | ------------------------------------------------------ |
| A座              | 1960年   | 2008年   | 長沙灣邨服務設施大樓          | 順利紀律部隊宿舍 秀茂坪紀律部隊宿舍 西九龍紀律部隊宿舍 |
| B座              | 1960年   | 2008年   | 長沙灣邨長欣樓 長沙灣邨長泰樓 | 順利紀律部隊宿舍 秀茂坪紀律部隊宿舍 西九龍紀律部隊宿舍 |
| C座              | 1960年   | 2008年   | 長沙灣邨長欣樓 長沙灣邨長泰樓 | 順利紀律部隊宿舍 秀茂坪紀律部隊宿舍 西九龍紀律部隊宿舍 |
| D座              | 1960年   | 2008年   | 長沙灣天主教小學              | 順利紀律部隊宿舍 秀茂坪紀律部隊宿舍 西九龍紀律部隊宿舍 |
| E座              | 1960年   | 2008年   | 長沙灣天主教小學              | 順利紀律部隊宿舍 秀茂坪紀律部隊宿舍 西九龍紀律部隊宿舍 |

## 相片集

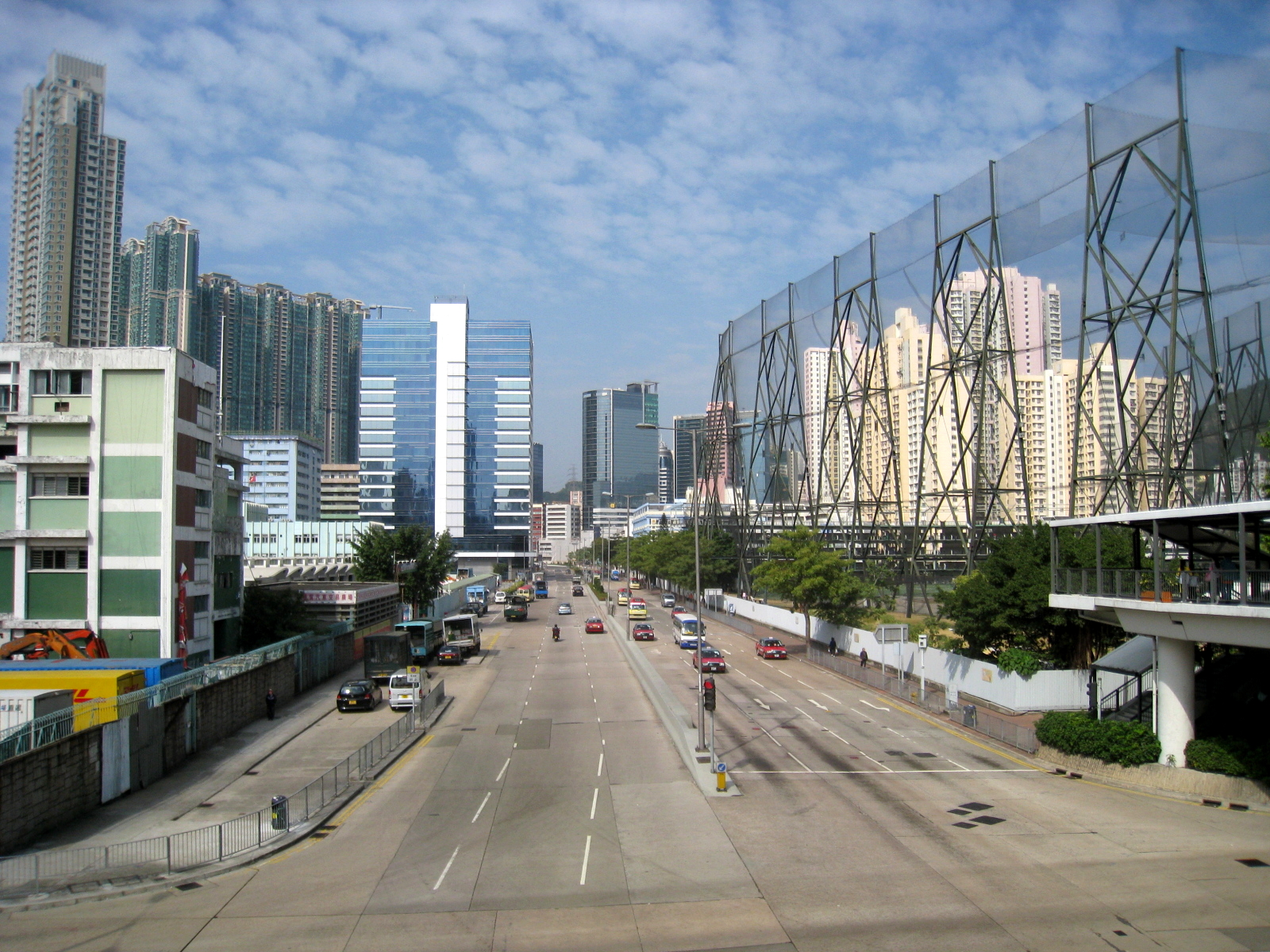
荔枝角道（縱向）與東京街（橫向）交界，右面是長沙灣邨舊址，地皮曾經租予亞洲高爾夫球會練習場，現已拆卸並重建為麗翠苑
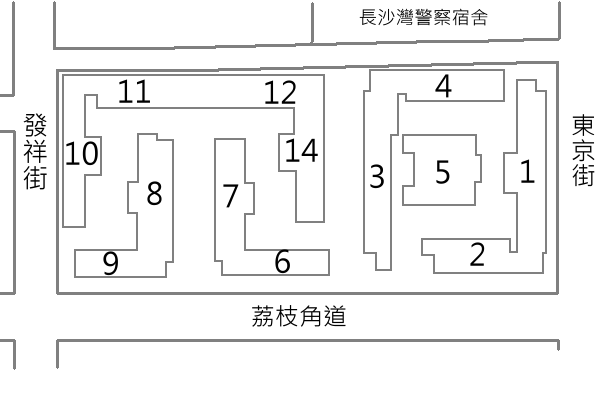
重建前的長沙灣邨座數分布
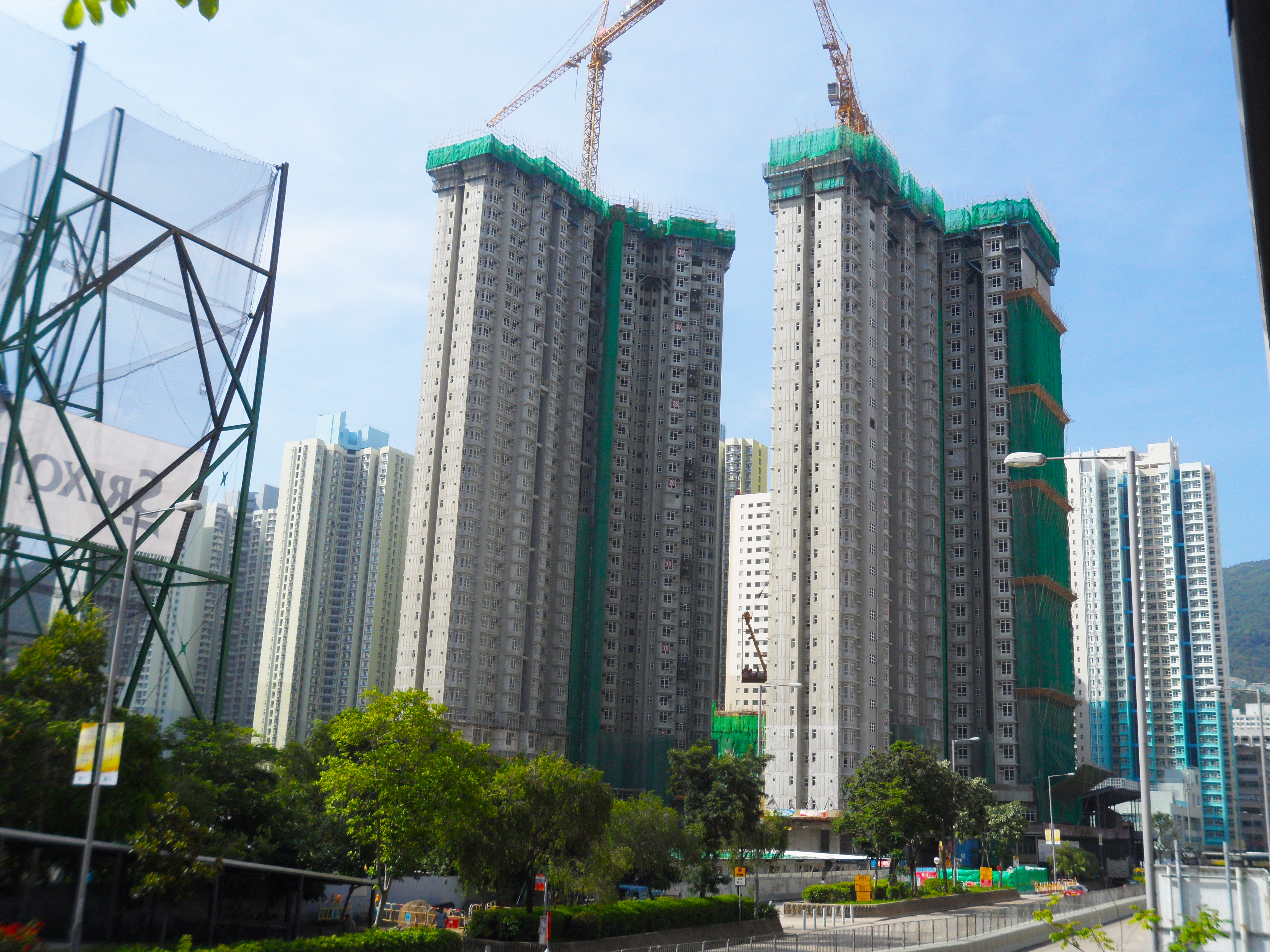
興建中的長沙灣邨
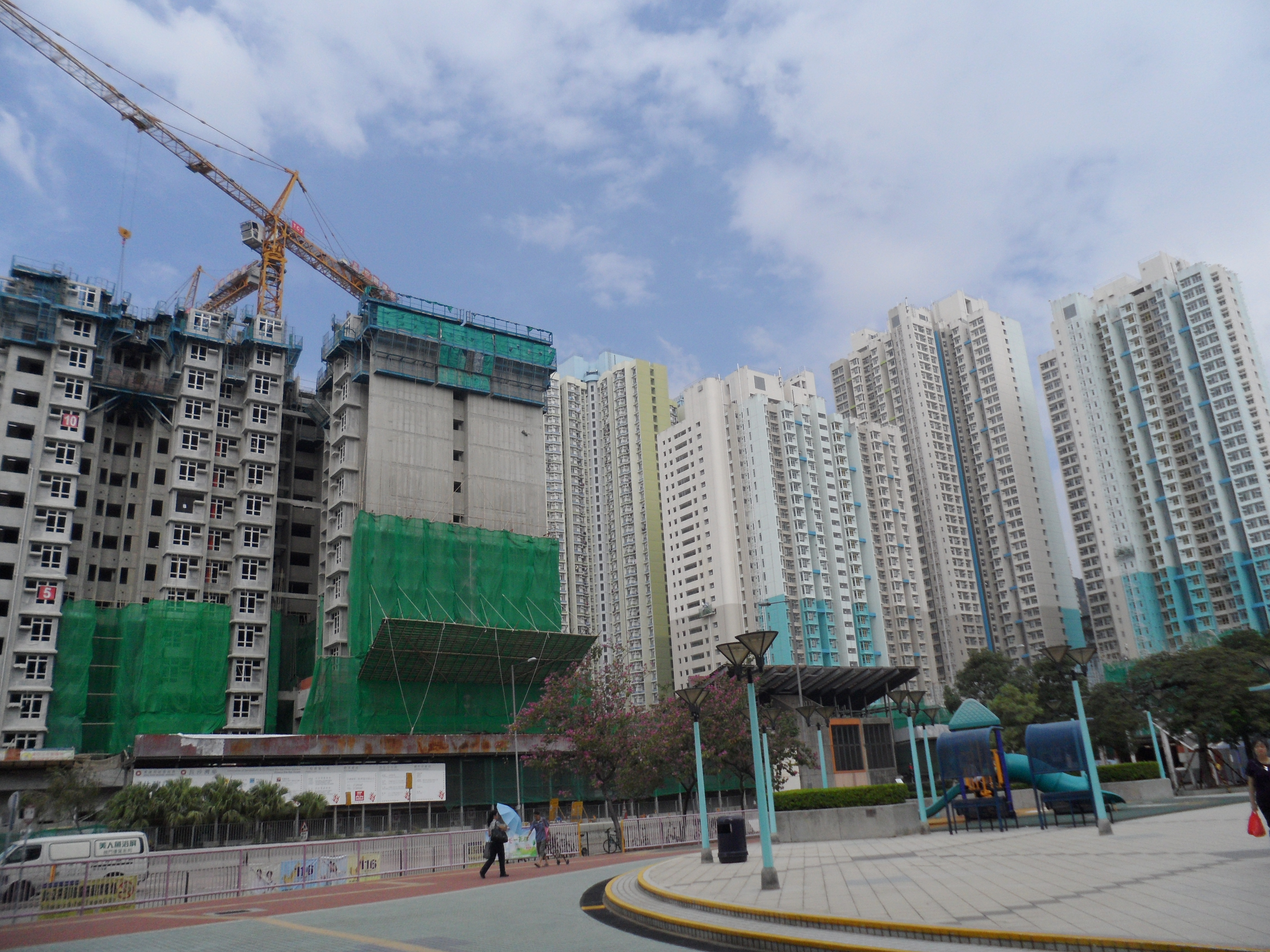
長沙灣邨與元州邨第五期外貌
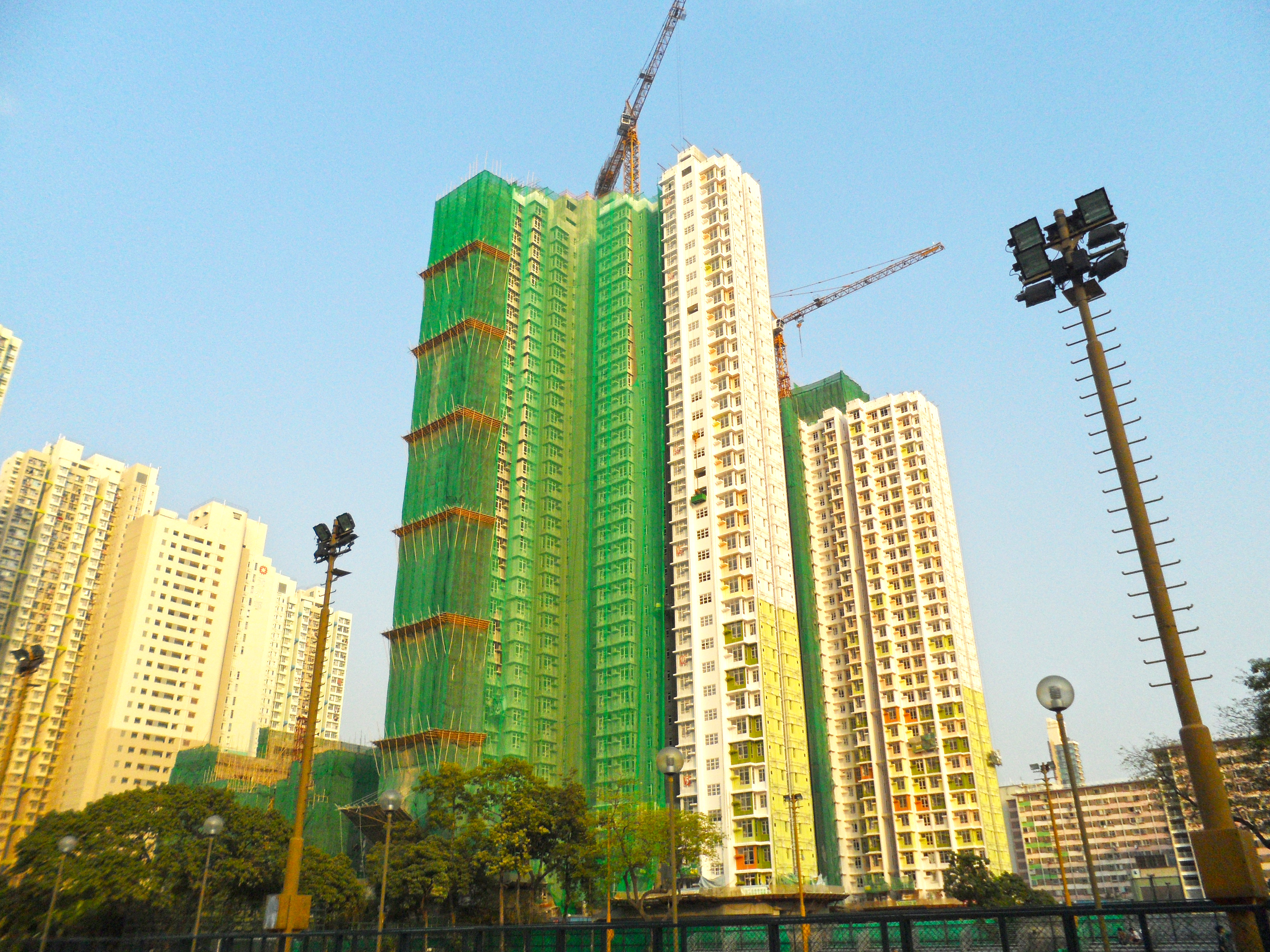
從球場看長沙灣邨
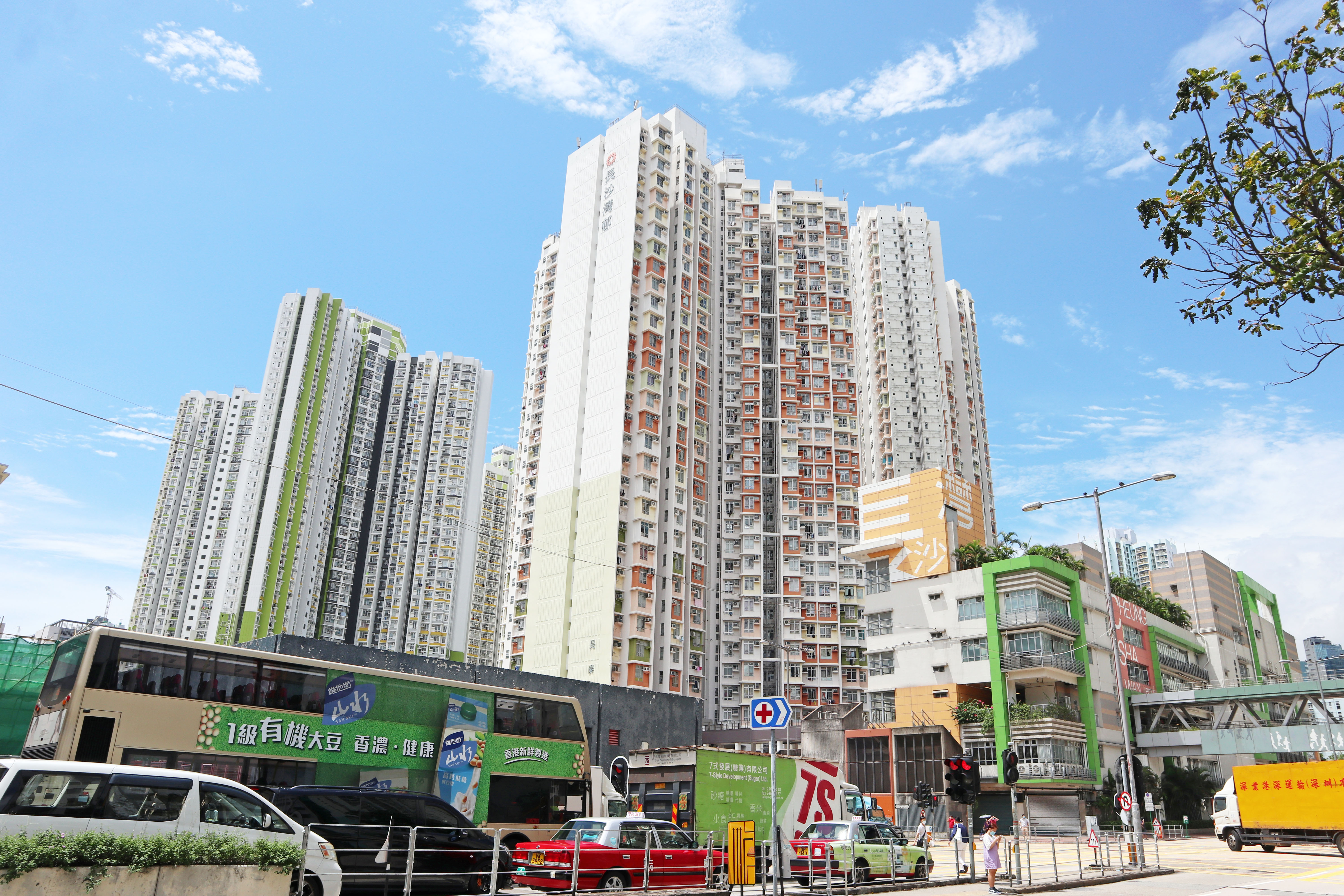
從協和小學眺望長沙灣邨
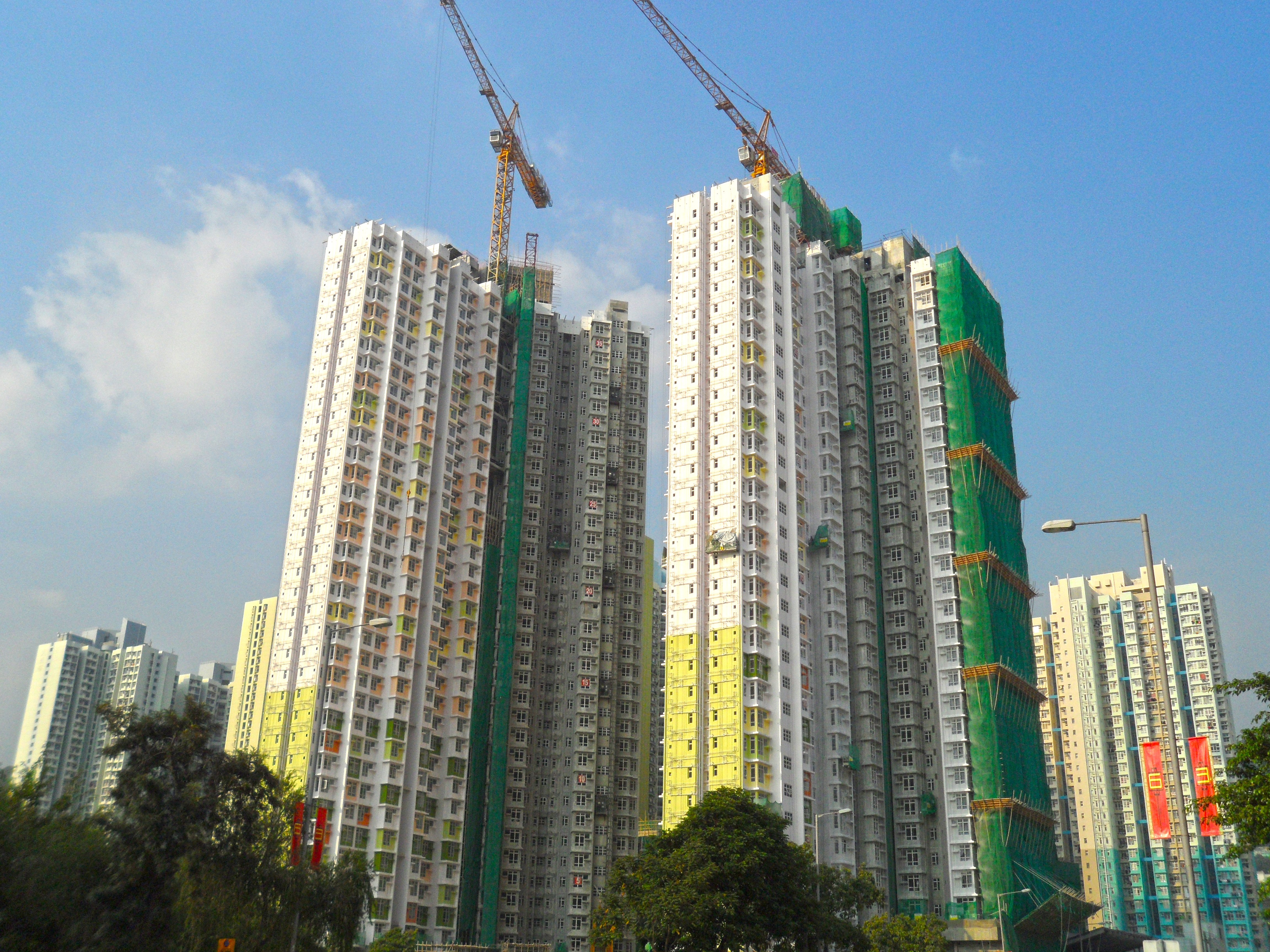
油漆中的長沙灣邨，攝於2013年初
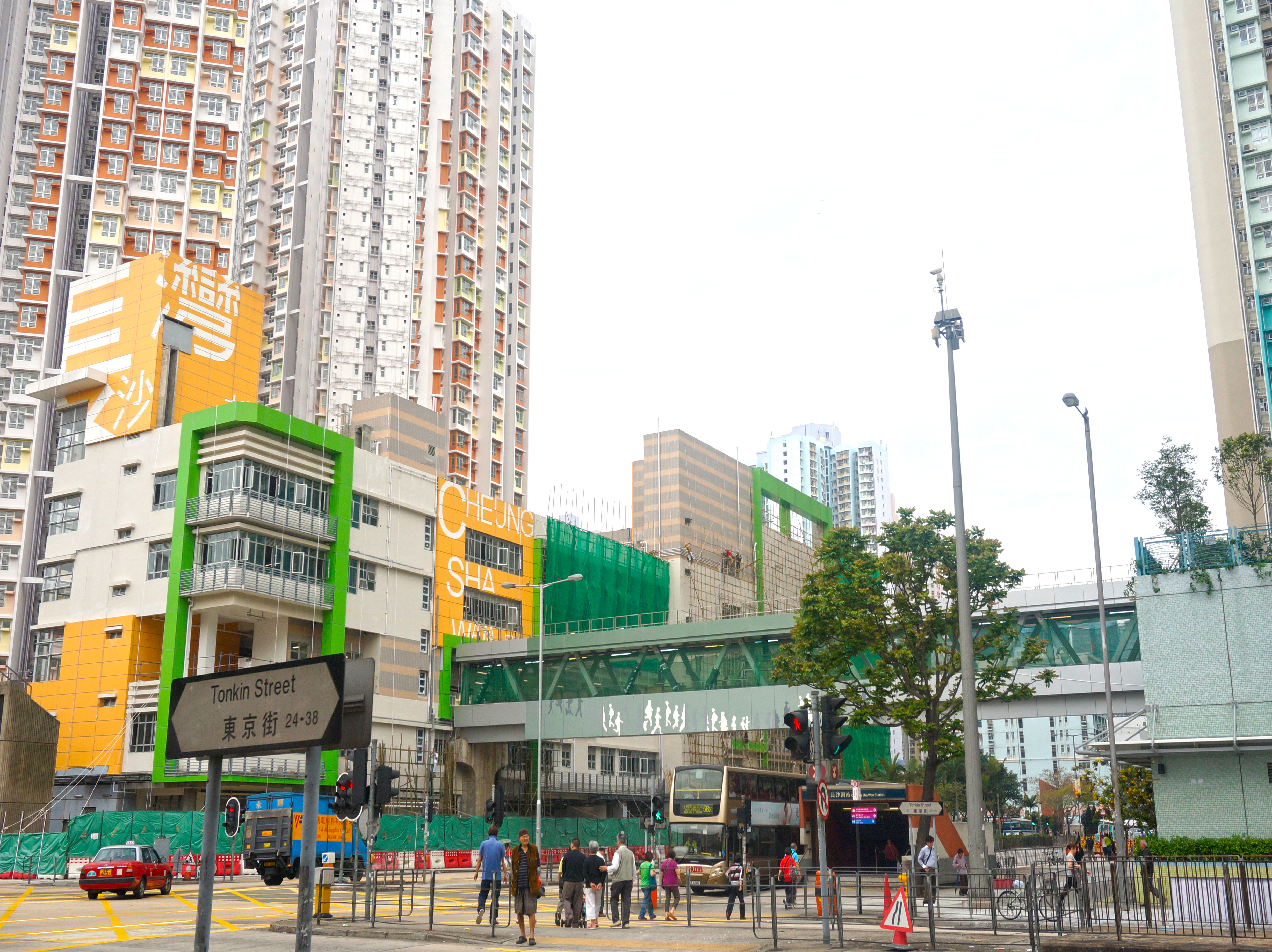
連接長沙灣邨與元州邨行人天橋
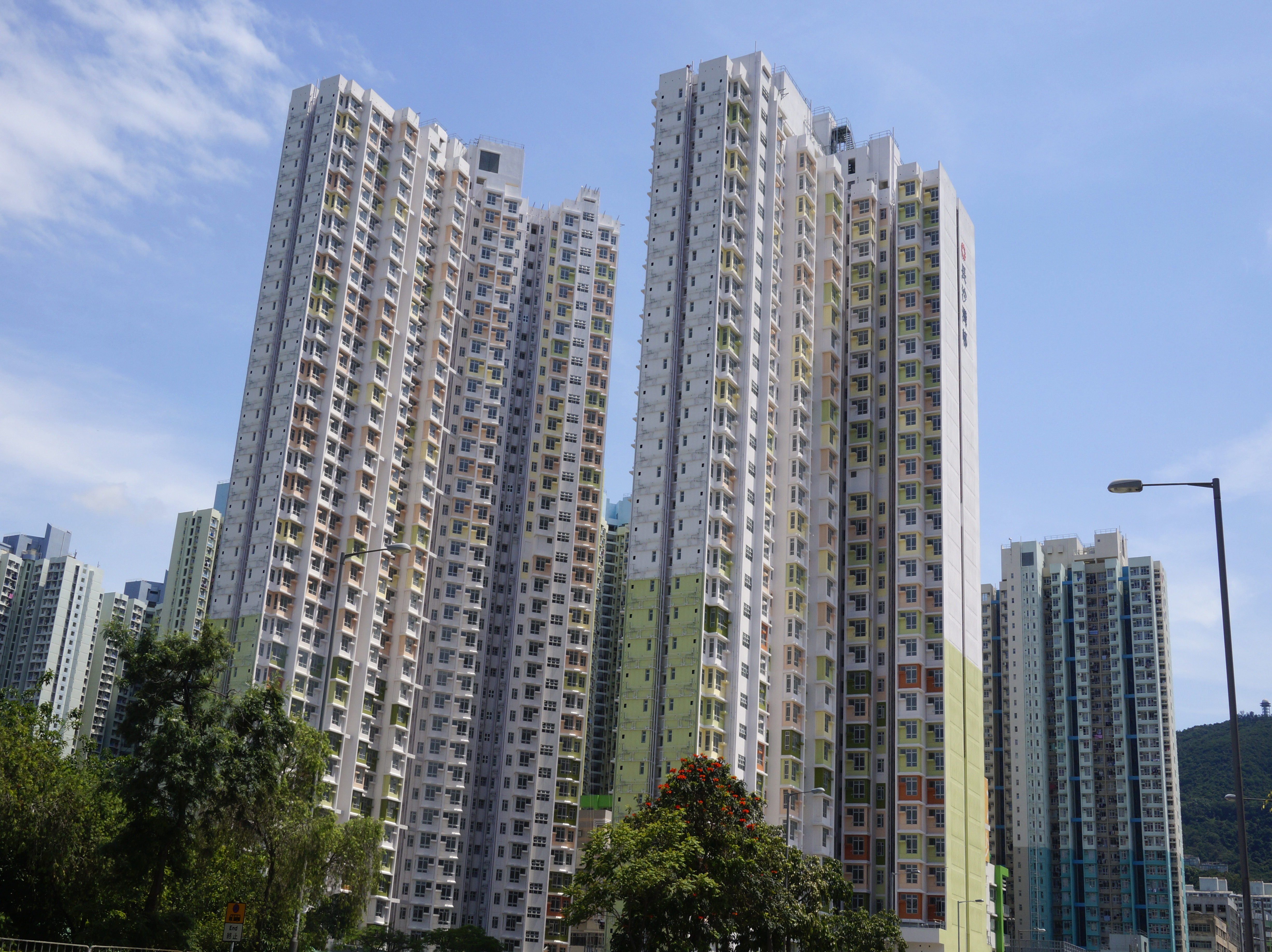
入伙之前的長沙灣邨
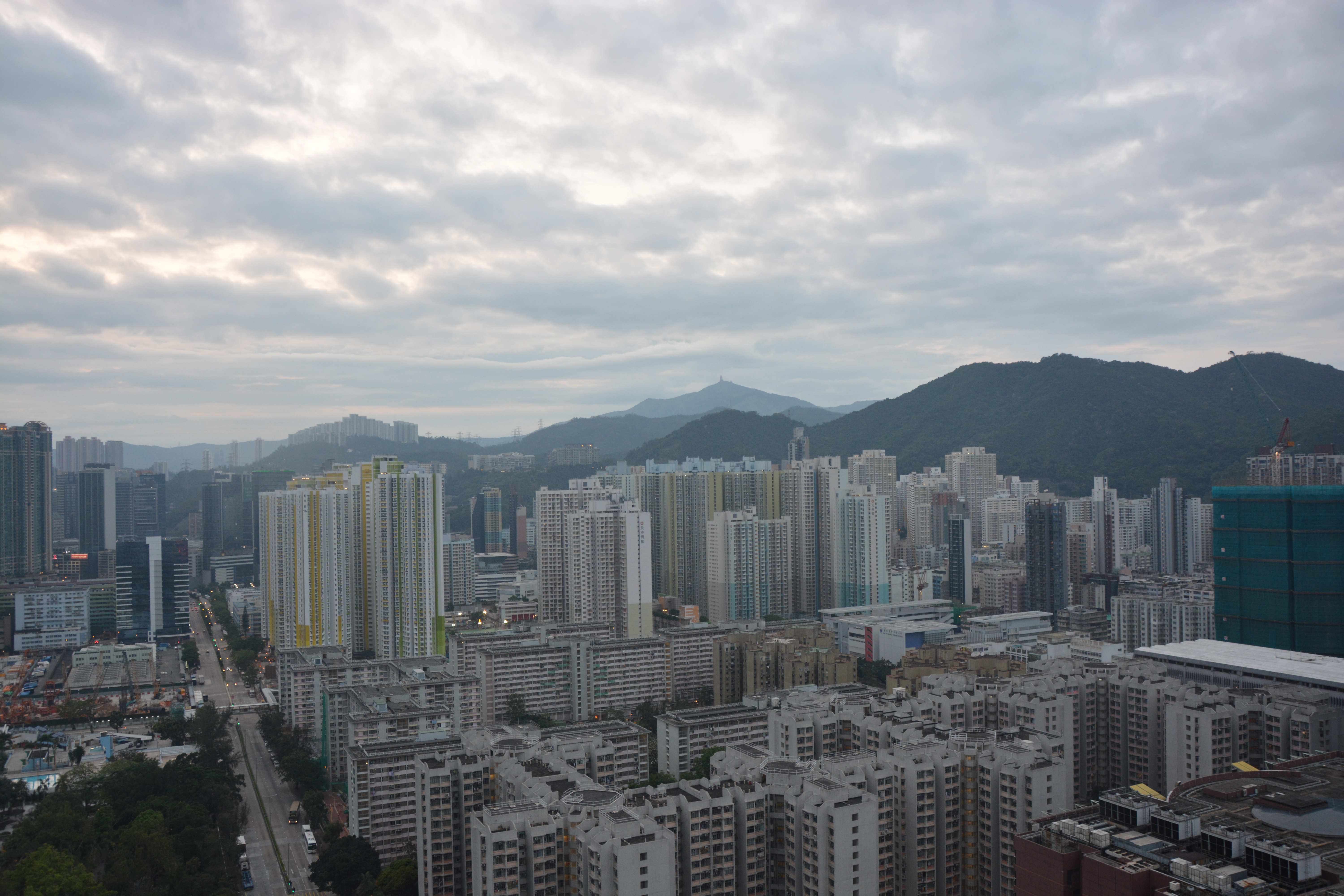
從深水埗遠眺麗閣邨，長沙灣邨及元州邨

## 知名住客
- 鄭經翰：名嘴、前香港立法會議員，就讀中學時曾經居住於廉租屋第四座。
- 辛世文：著名生物学家、中国工程院院士、香港中文大学善衡书院首任院长。就读大学时曾經居住于廉租屋第五座。
- 吳明德：香港銀行家[8]
- 吳明欽：已故香港立法局議員[8]